# Gerhard Arlt (Maler)
Gerhard Arlt (* 3. März 1910 in Ketten, Nordböhmen; † 14. März 1992 in Jena) war ein deutscher Maler, Graphiker und Heimatkundler.

## Leben und Werk
Arlt besuchte die Volks- und Bürgerschule in Ketten. Vor 1925 begann er die Lehre zum Blank- und Bleiglaser. In diesem Beruf war er bis 1933 tätig. Um 1930 erschienen seine ersten Veröffentlichungen heimatkundlicher Erzählungen u. a. in der „Reichenberger Heimatzeitung“ und im „Jahrbuch des Deutschen Gebirgsvereines“. Er nahm auch an Fotowettbewerben teil. Von 1935 bis 1941 war er Kastellan auf Schloss Grafenstein. Von 1941 bis 1945 diente er als Soldat im Zweiten Weltkrieg. Danach erfolgte die Vertreibung der Familie und er kam nach Thüringen. Von 1945 bis 1992 wohnte er in Rothenstein.
Über 20 Jahre arbeitete Arlt als Glaser im VEB Carl Zeiss Jena. Er nahm am Mal- und Zeichenzirkel des Betriebes teil, der zu dieser Zeit von dem Kunstmaler Walter Herbert (* 1908) und später von Kurt Hanf geleitet wurde. Es entstanden ca. 300 Zeichnungen, Aquarelle, Monotypien und Linolschnitte. Er hatte Ausstellungen auf den Dornburger Schlössern, in Jena und in Rothenstein. Als engagierter ehrenamtlicher Denkmalpfleger schrieb er in diesem Zusammenhang heimatkundliche Beiträge für die örtliche Presse und für die Monatszeitschrift  „Kultur und Heimat“. Innerhalb von Vorträgen mit Dias machte er auf die Schönheiten in der Natur und auf historisch wertvolle Gebäude in Dörfern und Städten des Saaletales aufmerksam.
Arlt war bis 1990 Mitglied des Verbands Bildender Künstler der DDR. 

## Ehrungen
1988 wurde Gerhard Arlt Ehrenbürger von Rothenstein. In dieser Gemeinde ist auch eine Straße nach ihm benannt.
1991 wurde die Heimatstube Rothenstein eröffnet. In dieser befindet sich eine Dauerausstellung mit künstlerischen Arbeiten von Gerhard Arlt.
Nach seinem Tode fanden Ausstellungen seiner Werke im „Haus auf der Mauer“ in Jena, in der Fachhochschule Jena, der Ernst-Abbe-Bücherei Jena sowie in Camburg, Orlamünde, Eisenberg, Hummelshain und Stadtroda statt.

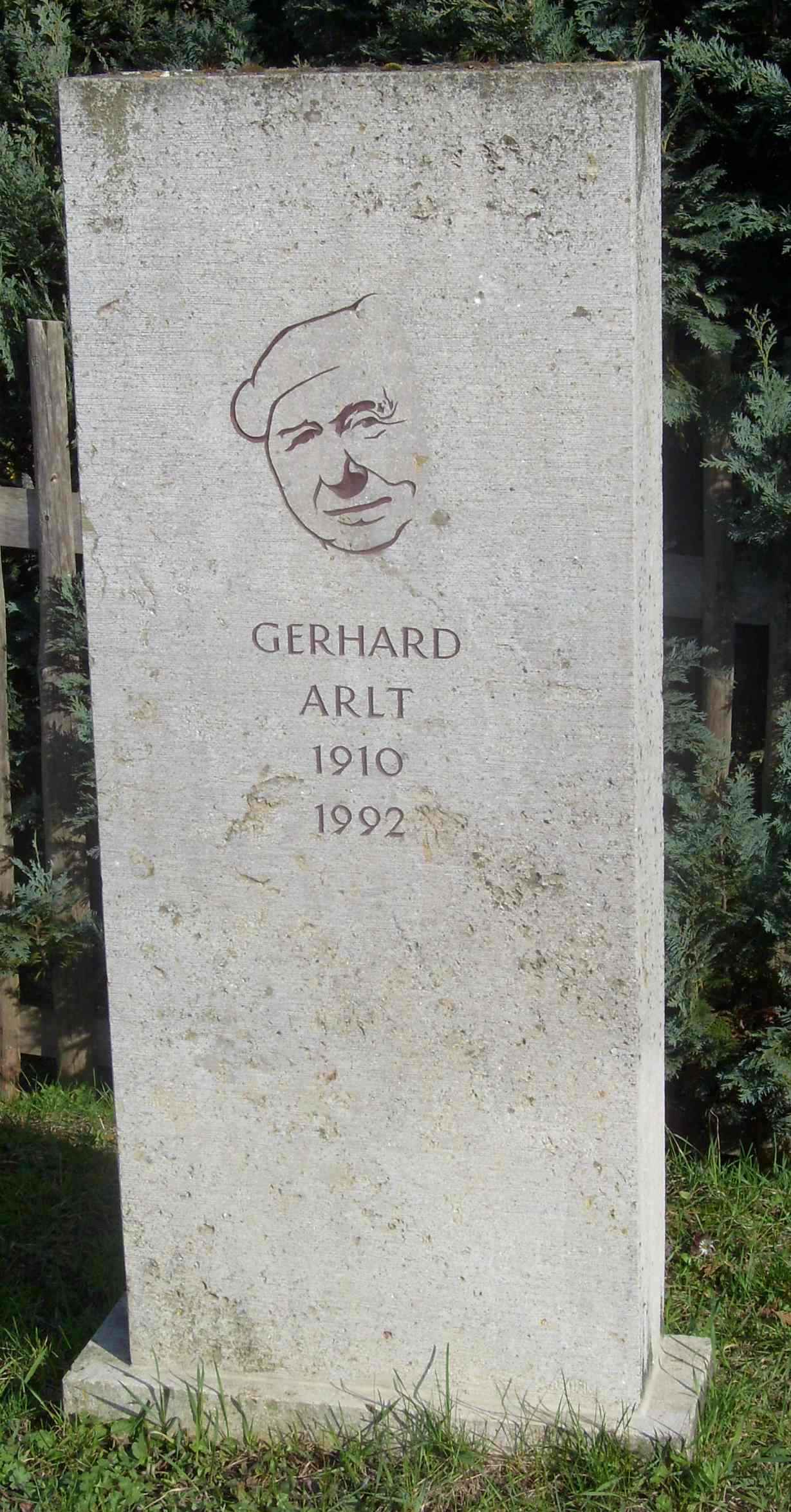
Gedenkstein für Gerhard Arlt in Rothenstein, Ortsteil Oelknitz

Seit dem Jahr 2000 erinnert ein Gedenkstein aus Jenaer Kalkstein im Ortsteil Oelknitz an Gerhard Arlt. Dieser wurde von dem Steinmetzmeister Eckart Bock, einem langjährigen Mitstreiter um den Erhalt kulturell wertvoller Denkmale, entworfen, gefertigt und zu einem großen Teil finanziert.

## Werke (Auswahl)
- Kirchenfahrt durch die Heimat, Textbearbeitung Dietrich Kühn. 1. Aufl. Berlin: Evangelische Verlagsanst. 1986. /2. Aufl. Wartburg Verlag 1990.
- Stadt und Land. Jenaer Graphiken, Text Heinz Sperschneider, Jena-information, 1987.
- Stadt und Land. Jenaer Aquarelle, Text Heinz Sperschneider, Jena-information, 1988.
- Von Camburg bis Orlamünde. Federzeichnungen, Rothenstein, Etzrodt Verlag, 1999.